# BenQ-Siemens E52
BenQ-Siemens E52 là mẫu điện thoại GSM thuộc phân khúc phổ thông của thương hiệu BenQ-Siemens, chiếc điện thoại này được ra mắt vào tháng 6 năm 2007. Máy có hai phiên bản với hai màu sắc khác nhau là trắng bạc (Trans Silver) và cam đen (Black Orange).
E52 được thiết kế với kiểu dáng khá sang trọng và nam tính: thân máy dạng thanh với vỏ ngoài được làm bằng hợp kim nhôm. Tính năng của máy đa dạng với khả năng chia sẻ bằng Bluetooth, khe cắm thẻ nhớ và camera hỗ trợ chụp hình lên đến 1.3 megapixel.

## Tổng quan

### Thiết kế bên ngoài
BenQ-Siemens E52 được thiết kế dạng thanh với kích cỡ 102 x 45 x 14.9 mm, hai bên thành vỏ và lưng máy được ốp một lớp hợp kim nhôm mỏng, với trọng lượng là 122g, khi cầm gây cảm giác đầm tay hơn các loại máy thông thường có cùng kích cỡ khác.
E52 được trang bị Camera đặt ở phần lưng phía sau, độ phân giải 1.3 megapixel, có hỗ trợ chụp ảnh với kích cỡ tối đa là 1280x960 pixel và quay phim với kích cỡ 176x144 pixel. Tuy nhiên, máy không có đèn flash hỗ trợ chụp ảnh và ống kính camera không có nắp bảo vệ để tránh trầy xước khi sử dụng. Loa ngoài của E52 được đặt sát với ống kính camera.
Phím bấm của máy được thiết kế chìm, liền nhau theo hình ngang chia làm 4 dãy phím, khá thuận tiện khi sửa dụng. Máy chỉ có một lỗ cắm duy nhất được dùng chung cho cổng USB, sạc và tai nghe, đây được coi thiết kế đặc trưng của dòng máy BenQ-Siemens khi hạn chế đến mức tối đa việc có quá nhiều lỗ cắm trên một chiếc điện thoại.
BenQ-Siemens E52 được trang bị màn hình TFT LCD 262.144 màu, kích cỡ 1.8 inch với độ phân giải là 176x220 picel, màn hình tuy không lớn nhưng hiển thị khá sắc nét. Máy sửa dụng loại pin Li-Ion 920 mAh với thời gian gọi được quảng cáo là 4 giờ và thời gian chờ lên đến 250 giờ. E52 hỗ trợ thẻ nhớ MicroSD với dung lượng tối đa 1G, khe cắm thẻ và SIM được đặt bên trong ngay sát cạnh vị trí của pin, nên không thể tháo nóng khi máy đang hoạt động.

### Tính năng

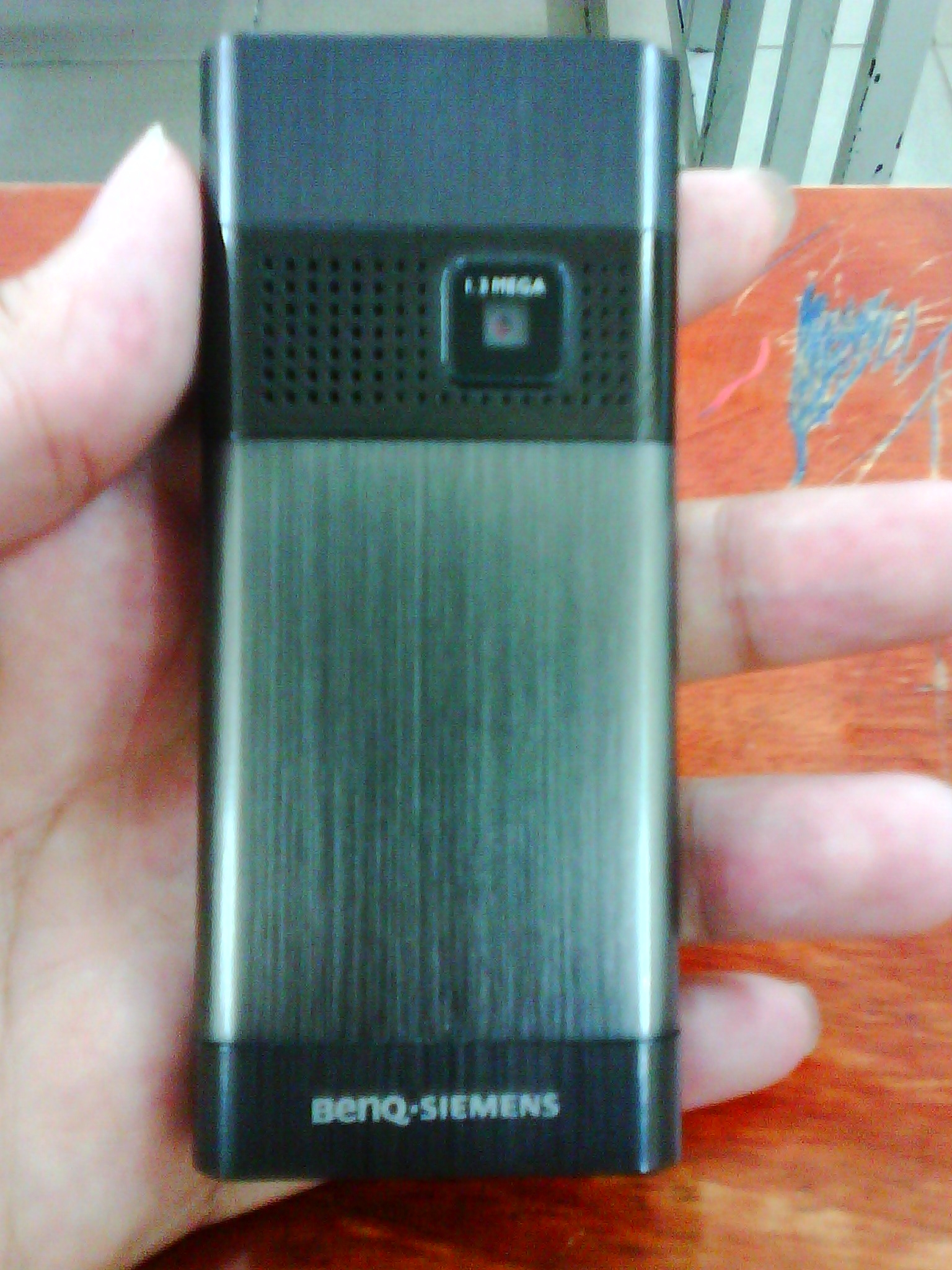
Thân sau của máy với camera 1.3 MP

Giao diện của E52 được thiết kế khá thân thiện với 12 icons quen thuộc của BenQ-Siemens, trong mỗi icons là một tính năng được tích hợp sẵn. Người sử dụng có thể tùy biến giao diện của máy với 2 chủ đề được cài đặt sẵn là theme Mystical Orange và theme Technical Silver. BenQ-Siemens E52 hoạt động trên 3 băng tầng GSM 900/1800/1900 Mhz, tương thích với hầu hết các mạng GSM hiện có trên thế giới. Máy hỗ trợ tin nhắn SMS, MMS và tính năng gửi - nhận email. Với E52, người sử dụng có thể trao đổi dữ liệu qua cổng USB 1.1 hoặc Bluetooth 1.2. Đối với việc giao tiếp qua cổng USB, máy được kèm theo phần mềm QSyncher E52 tích hợp sẵn trong CD bán chung với máy, phần mềm này giúp nhận diện dữ liệu trong máy, đồng thời sao lưu và cài đặt một số chức năng thông qua máy tính.
Máy có khả năng chơi nhạc số ở nhiều định dạng khác nhau như MP3/AMR/MIDI/SP-MIDI/AAC, bên cạnh đó là khả năng chỉnh nhạc theo Equalizer (Flat/Bass/Rock/Pop/Jazz/Classic) và âm thanh nổi 3D, loa ngoài của máy được đánh giá là cho chất lượng khá mạnh và lôi cuốn. Tuy nhiên, máy không hỗ trợ tính năng nghe nhạc nền nên người sử dụng không thể vừa nghe nhạc vừa thực hiện tác vụ khác trên máy khi đã thoát khỏi trình nghe nhạc. Máy còn cho phép xem các đoạn video định dạng 3GP và khả năng bắt sóng đài FM với một tai nghe làm ăng-ten.
BenQ-Siemens E52 hỗ trợ Java chuẩn MIDP 2.0, máy kèm theo hai games nhỏ là Anubis (đi tìm xác ướp) và Speedy Bowling (chơi bowling) chạy trên nền Java. Người sử dụng có thể cài thêm các ứng dụng Java bằng cách copy 2 file *.jar và *.jad vào máy. Tuy nhiên, E52 và dòng máy BenQ-Siemens nói chung thường kén các ứng dụng. Máy có khả năng kết nối Internet qua giao tiếp GPRS Class 10 (4+1/3+2 slots), tốc độ truy cập vào khoảng 32 - 48 kbps.
Một tính năng đặc biệt khác của BenQ-Siemens E52 là có thể trở thành một công cụ hỗ trợ cho việc thuyết trình và cả giải trí, với khả năng điều khiển máy tính thông qua cổng Bluetooth: Prensenter hỗ trợ điều khiển Microsoft PowerPoint và Media Player dùng cho Windows Media Player có sẵn của Windows. Ngoài ra, E52 còn được trang bị một đèn laser đóng vai trò làm con trỏ khi thuyết trình.